# شرعية سياسية

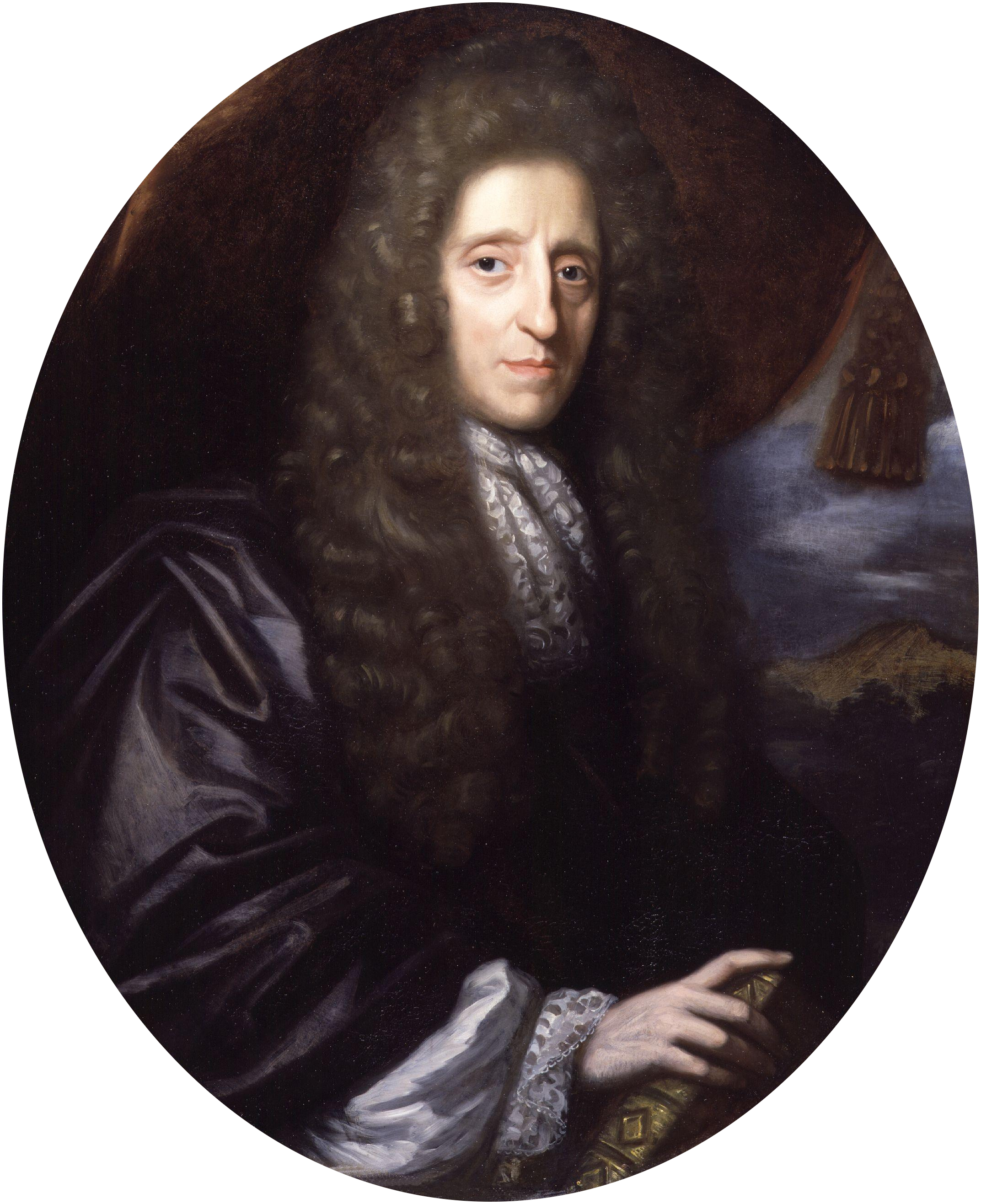
رأى جون لوك أن إقرار المحكومين هو ما يحدد الشرعية السياسية.

يشير مصطلح الشرعية، في العلوم السياسية، إلى حق وقبول السلطة،  ويشير عادةً إلى القانون الناظم أو النظام الحاكم. في حين أن «السلطة» تشير إلى موقف معين في الحكومة المشكّلة، ويشير مصطلح «المشروعية» إلى النظام الحكومي – بحيث تشير «الحكومة» إلى «منطقة النفوذ». يُنظر إلى السلطة التي تعتبر شرعية بأنها تملك الحق والمبرر في كثير من الأحيان لممارسة السلطة. تعتبر الشرعية السياسية شرطًا أساسيًا للحكم، والتي بدونها ستعاني الحكومة من جمود التشريعات والانهيار. في النظم السياسية، حيث لا يكون هذا هو الحال، تنجو الأنظمة غير الشعبية لأنها تُعتبر شرعية من قبل نخبة قليلة ذات تأثير. في الفلسفة السياسية الصينية، منذ الفترة التاريخية لسلالة زو الحاكمة (1046–256 قبل الميلاد)، استُمدت الشرعية السياسية للحاكم والحكومة من التفويض السماوي، وبالتالي إن خسر الحكام الظالمون التفويض المذكور يسقط حقهم في حكم الناس.
في الفلسفة الأخلاقية، غالباً ما يُفسر مصطلح «الشرعية» بشكل إيجابي على أنه الوضع المعياري الممنوح من قبل الشعب المحكوم للحكم على مؤسسات حكامهم ومكاتبهم وأفعالهم، التي تستند على الاعتقاد بأن تصرفات حكومتهم هي الاستخدامات المناسبة للسلطة من قِبل الحكومة المُشكلة قانونيًا.
في حقبة عصر التنوير قال الفيلسوف الاجتماعي البريطاني جون لوك (1632-1704) أن الشرعية السياسية مُستمدة من الموافقة الشعبية الصريحة والضمنية للمحكوم: «والحجة التي وضعتها المعاهدات المبرمة الثانية هي أن الحكومة ليست شرعية ما لم تُنفذ بموافقة المحكومين.». قال الفيلسوف السياسي الألماني دولف ستيرنبرغر «أن الشرعية هي أساس هذه السلطة الحكومية التي تُمارس، ومع إدراك من جانب الحكومة بأن لها الحق في الحكم، ومع اعتراف المحكومين بهذا الحق». قال عالم الاجتماع السياسي الأمريكي سيمور مارتن ليبست إن الشرعية «تتضمن أيضًا قدرة النظام السياسي على التوليد والحفاظ على الاعتقاد بأن المؤسسات السياسية القائمة هي الأكثر ملائمةً والأنسب للمجتمع». وضح العالم السياسي الأمريكي روبير دال الشرعية بأنها كالخزان: طالما بقي الماء في مستوى معين، يُحافظ على الاستقرار السياسي، وإن انخفض عن المستوى المطلوب، تتعرض الشرعية السياسية للخطر.

## الأنواع
الشرعية هي «قيمة بحيث يُعترف بموجبها بشيء أو شخص، ويُقبل على أنه صحيح وسليم» في العلوم السياسية، تُفهم الشرعية عادة على أنها القبول والاعتراف الشعبي من جانب السلطة العامة لنظام الحكم، بحيث تتمتع السلطة بالقوة السياسية من خلال الموافقة والتفاهم المتبادل، وليس بالإكراه. إن الأنواع الثلاث  للشرعية السياسية التي وصفها عالم الاجتماع الألماني ماكس فيبر هي التقليدية والكاريزمية والعَقلانِيّة القانونية:
- تُستمد الشرعية التقليدية من العادات والتقاليد المجتمعية التي تؤكد على تاريخ سلطة التقاليد. يفهم التقليديون هذا النوع من الحكم على أنه مقبول تاريخيًا، ومن هنا يستمر، لأن هذا ما كان عليه المجتمع دائمًا. ولذلك، عادةً ما تكون المؤسسات الحكومية التقليدية مستمرة تاريخيًا، كما هو الحال في الملكية والقبلية.
- تُستمد الشرعية الكاريزمية من الأفكار والكاريزما الشخصية للزعيم، وهو شخص ذو شخصية رسمية يفتن ويسيطر نفسيًا على الناس في المجتمع للاتفاق مع نظام الحكومة والحكم. تشدد الحكومة الكاريزمية عادة على المؤسسات السياسية والإدارية الضعيفة، لأنها تستمد السلطة من شخصية القائد، وعادة ما تختفي دون وجود زعيم في السلطة. ومع ذلك، إن كان للزعيم الكاريزمي خليفٌ، فإن الحكومة المستمدة من الشرعية الكاريزمية من الممكن أن تستمر.
- تُستمد الشرعية العَقلانِيّة القانونية من نظام الإجراءات المؤسسية، حيث تؤسس المؤسسات الحكومية وتنفذ القانون والنظام بما يحقق المصلحة العامة. لذلك، من خلال الثقة العامة، ستلتزم الحكومة بالقانون الذي يمنح الشرعية العَقلانِيّة القانونية. [7]